# فرودگاه هانژونگ چنگو
فرودگاه هانژونگ چنگو (به انگلیسی: Hanzhong Chenggu Airport) یک فرودگاه نظامی و همگانی است . این فرودگاه در کشور چین قرار دارد .

## شرکت‌های هواپیمایی و مقصدهای پروازی
| شرکت‌های هواپیمایی   | مقصدهای پروازی                      |
| ------------------- | ----------------------------------- |
| هواپیمایی شرقی چین  | پکن، دالیان ژووشویزی، شی‌آن شیان‌یانگ |
| هواپیمایی جنوبی چین | شنژن بن                             |
| جونیائو ایرلاینز    | شانگهای پودنگ                       |